# Christophe Jammot
Ne doit pas être confondu avec Armand Jammot.
Christophe Jammot (né le 10 mars 1964) est un journaliste sportif français.

## Biographie
Il est notamment connu pour ses commentaires des matches de football qui débute sur La Cinq jusqu'en avril 1992 puis sur TF1 pour le JO de Barcelone de cette même année ou encore TV Sport quatre mois plus tard de cette même année encore et à partir de mars 1993 il rejoint la chaîne Eurosport France (la plupart du temps avec l'ancien footballeur Jean-Luc Arribart) mais commente également d'autres sports tels que le handball avec Daniel Costantini. Il fut un temps animateur pour l'émission 22:30, c'est l'heure du foot.
Il a commenté des matches de football sur la chaîne TF1 à l'occasion de phases finales de grandes compétitions (Coupe du monde 2002 avec Jean-François Domergue, Coupe du monde 2006 et Euro 2008 avec Luis Fernandez, Coupe du monde 2010 avec Frank Lebœuf). C'est notamment lui qui a commenté le match Allemagne-Angleterre en 1/8 de finale du mondial 2010, où s'est déroulée l'erreur d'arbitrage la plus polémique du tournoi.
Christophe Jammot a également remplacé Christian Jeanpierre pendant que celui-ci était en Nouvelle-Zélande pour la Coupe du monde de rugby à l'automne 2011. À cette occasion, il a commenté trois matches de Ligue des champions et les deux derniers matches qualificatifs pour l'Euro 2012 de l'équipe de France avec Bixente Lizarazu et Arsène Wenger (France-Albanie et France-Bosnie).
De manière plus anecdotique, il a parfois officié sur d'autres chaînes du groupe comme TMC ou NT1.
Ne commentant plus de match lors de la saison 2012-2013, il est annoncé sur le départ de la chaîne après son remplacement aux commentaires des matches de Ligue 2 par Christophe Bureau (désormais accompagné par l'ex-international français Steve Savidan).
Pendant le Championnat du monde masculin de handball 2015, il commente avec Philippe Gardent sur TMC puis TF1 la demi-finale et la finale dans lesquelles l'Équipe de France joue,.
Il retrouve les antennes de TMC et de TFX en novembre 2022, il commente avec Nodjialem Myaro les matchs du championnat d'Europe féminin de handball 2022, en remplacement de Grégoire Margotton. Ce dernier étant mobilisé par TF1, pour les commentaires de la Coupe du monde de football 2022.